# Церква Святої Преподобної Параскеви Сербської (Малі Кусківці)
Церква Святої Преподобної Параскеви Сербської в Малих Кусківцях — парафія і храм Лановецького благочиння Тернопільської єпархії Православної церкви України в селі Малі Кусківці Кременецького району Тернопільської области. . Пам'ятка архітектури місцевого значення.

## Історія церкви
Храм, який був збудований у 1740 році стараннями поміщиці Марії Войнаровської, був дерев'яним і мав таку ж дзвіницю. З 1859 року при церкві діяла школа грамоти.
У 1907 році звели новий храм.

## Парохи
- о. Іоан Кроткевич (1742—1761),
- о. Микола (1761—1762),
- о. Євстафій Словинський (1762—1790),
- о. Федір Левицький (1790—1795),
- о. Микола Шелестовський (до 1806),
- о. Павло Словинський (1806—1822),
- о. Амвросій Бречкевич (1822—1825),
- о. Іоан Огуревич (1825—1828),
- о. Федір Словенський (1828—1835),
- о. Іоан Огуревич (1835—1836),
- о. Авксентій Рибчинський (1836—1869),
- о. Наркиз Селецький (1869),
- о. Антон Рибчинський (з липня 1869),
- о. Красович,
- о. Сергій Яроцький,
- о. Полікар Речіцький,
- о. Тимофій Кручковський (1947—1955),
- о. Порожрій Цимбалюк (до закриття храму у 1955),
- о. Григорій Хом'як (1990—1992),
- о. Богдан Яремчук (1992—1999),
- о. Іван Кріль (з 1999).